# Muskauer Heide

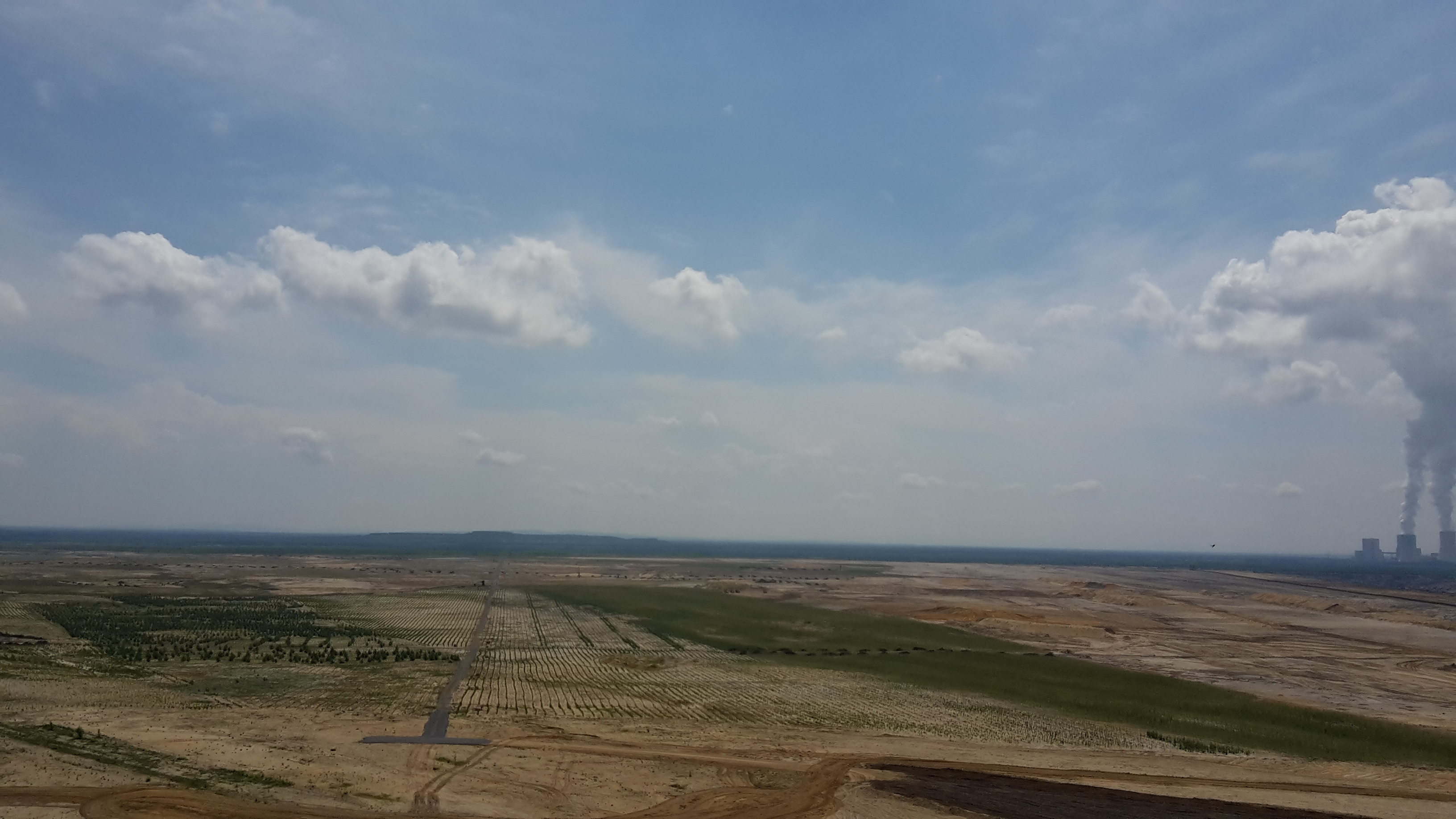
In Renaturierung befindliche Muskauer Heide südl. von Weißwasser (2016), Blick vom „Schweren Berg“ nach S (rechts Kraftwerk Boxberg).

Die Muskauer Heide, obersorbisch Mužakowska hola, ist ein Naturraum in Sachsen und liegt südlich von Bad Muskau.
Sie ist eine über weite Strecken von miozänen Braunkohleflözen unterlagerte flachwellige Terrassenfläche in einer Höhenlage von 120 bis 170 m. Die vor etwa 10.000 Jahren im Postglazial der Weichseleiszeit aufgewehten Dünen bilden eines der größten Binnendünengebiete Deutschlands. Zwischen Nochten und Rietschen erreicht es eine Ausdehnung von ca. 30–40 km. Diese Dünen wurden durch vorherrschende Westwinde west-ostwärts ausgebildet. Die südlichste bildet eine scharfe Grenze zum Naturraum Oberlausitzer Heide- und Teichgebiet aus. Für Unkundige sind die Dünen aufgrund ihres Bewuchses oft nicht als solche auszumachen.
Allgemein dominieren grundwasserferne, trockene und nährstoffarme Sandstandorte. In grundwassernahen Niederungen finden sich Gley-, Moor- und Anmoorböden.
Das Klima der Muskauer Heide ist schwach kontinental, mit warmen trockenen Sommern mit langen Schönwetterlagen und kalten Wintern. Mit 650 mm sind die Jahresniederschläge im Verhältnis zu den nordwestsächsischen Trockengebieten noch ziemlich hoch, da das Wasser durch die Sande aber sehr schnell versickert, ist die Waldbrandgefahr in diesem Gebiet relativ hoch.
Die potentielle natürliche Vegetation sind Birken- und Eichen-/Kiefernwälder. Durch die Forstwirtschaft sind heute in vielen Bereichen Kiefermonokulturen vorzufinden, während größere Bereiche für den Tagebau Nochten überbaggert wurden, darunter auch ökologisch sehr wertvolle wie der Urwald Weißwasser und der Tiergarten Trebendorf im nordwestlichen Teil.
Koordinaten: 51° 27′ 34,4″ N, 14° 47′ 57,4″ O